# Ziemin (przystanek kolejowy)
Ziemin – wąskotorowy kolejowy przystanek osobowy w Zieminie, woj. wielkopolskim, w Polsce.